# 拉斯特科格爾山
47°12′16″N 11°45′04″E / 47.20444°N 11.75111°E

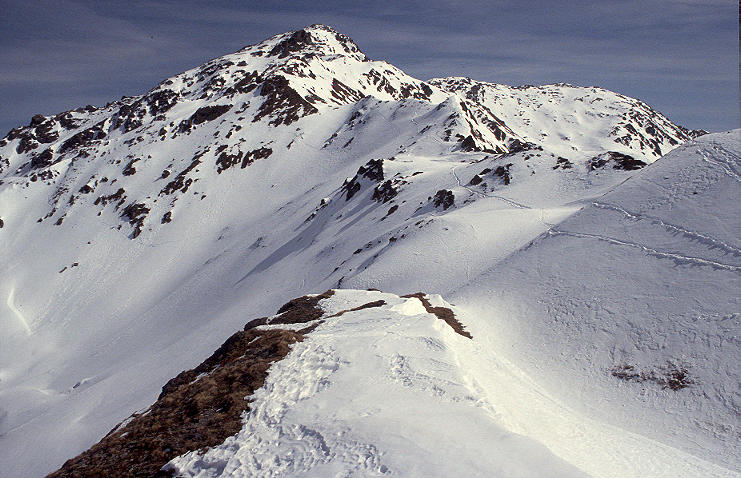

拉斯特科格爾山（德語：Rastkogel），是奥地利的山峰，位於該國西部，由蒂羅爾州負責管轄，屬於圖克斯阿爾卑斯山脈的一部分，海拔高度2,762米，每年平均降雨量1,806毫米。